# Larsbodtjärnen, Jämtland
Larsbodtjärnen är en sjö i Krokoms kommun i Jämtland och ingår i Indalsälvens huvudavrinningsområde.